# Enno Trebs
Enno Trebs, född 5 oktober 1995 i Berlin, är en tysk skådespelare.
Trebs har bland annat medverkat i filmerna Det vita bandet och Röd himmel.

## Filmografi (i urval)
- 2009 – Det vita bandet
- 2023 – Röd himmel